# Dorota Jamroz
Dorota Jamroz (ur. 20 października 1939 we Wrocławiu) – polska zootechnik, specjalizująca się w fizjologii żywienia, żywieniu drobiu oraz żywieniu zwierząt; nauczyciel akademicki związany z Uniwersytetem Przyrodniczym we Wrocławiu.

## Życiorys
Urodziła się w 1939 roku we Wrocławiu, z którym związała całe swoje życie osobiste i zawodowe. Po ukończeniu szkoły podstawowej i liceum ogólnokształcącego podjęła w 1961 roku studia na Wydziale Zootechnicznym Wyższej Szkoły Rolniczej we Wrocławiu. Po ich ukończeniu pracowała jako asystent (1961–1967) w Katedrze i Instytucie Żywienia Zwierząt i Paszoznawstwa, a następnie jako adiunkt (1967–1976). W 1967 roku uzyskała stopień naukowy doktora nauk rolniczych na podstawie pracy pt. Ustalenie optymalnych poziomów składników pokarmowych w mieszankach dla młodych kaczek rzeźnych, wykonanej pod kierunkiem prof. Zygmunta Ruszczyca. Stopień doktora habilitowanego uzyskała w 1975 roku na podstawie rozprawy nt. Przemiana związków azotowych u młodego drobiu rzeźnego przy różnym poziomie żywienia. Stanowisko profesora nadzwyczajnego uzyskała w 1983 roku, a profesora zwyczajnego w 1991 roku. Już w 1983 roku Rada Państwa nadała mu tytuł profesora.
Odbyła liczne długoterminowe staże naukowe w Niemczech (Jena, Berlin, Lipsk, Freising, Stuttgart, Brunszwik), w Danii (Centrum Badawcze Rolnictwa Foulum i Uniwersytet Królewski w Kopenhadze), w Jugosławii (Uniwersytety Novi Sad, Belgrad), oraz w uniwersytetach w Wiedniu oraz Zurychu, a także krótkie staże naukowe w ośrodkach badawczych w Holandii, Belgii, Francji, Hiszpanii, na Tajwanie i w Finlandii.
W latach 1969–1981 była redaktorem uczelnianych "Zeszytów Naukowych". Pełniła funkcję prodziekana Wydziału Zootechnicznego w latach 1981–1984, a następnie dziekana Wydziału Zootechnicznego od 1987 do 1990 roku. W latach 1987–1990 była członkiem Senatu Akademii Rolniczej we Wrocławiu, biorąc udział w pracach licznych komisji senackich. Od 1990 roku kieruje Katedrą Żywienia Zwierząt i Paszoznawstwa.

## Dorobek naukowy
Dorota Jamroz jest autorką lub współautorką 4 podręczników i skryptów: Materiały do ćwiczeń z żywienia zwierząt (3 wydania), Kozy, chów, hodowla; Kozy, chów, hodowla, użytkowanie (wydanie przeredagowane), Dodatki paszowe w żywieniu drobiu oraz Chów drobiu. Za działalność naukową i dydaktyczną otrzymała Międzynarodową Nagrodę za Wybitne Osiągnięcia Naukowe, Międzynarodową Nagrodę H. Baur Prize oraz 28 nagród rektora Akademii Rolniczej Wrocław, nagrodę Ministra Rolnictwa, nagrodę Ministra Edukacji; Złoty Krzyż Zasługi i Krzyż Kawalerski Orderu Odrodzenia Polski, a także Medal Komisji Edukacji Narodowej.